# Glenea clytoides
Glenea clytoides é uma espécie de escaravelho da família Cerambycidae. Foi descrita por Francis Polkinghorne Pascoe em 1867. É conhecida a sua existência na Singapura e Malásia.

## Subespecie
- Glenea clytoides bankaensis Breuning, 1956
- Glenea clytoides clytoides (Pascoe, 1867)